# Lamprichthys tanganicanus
Genre
Espèce
Statut de conservation UICN

 LC  : Préoccupation mineure
Lamprichthys tanganicanus, communément appelé Killi perlé du Tanganyika ou, parfois, Lamprichthys du Tanganyika, est une espèce de poissons de la famille des Poeciliidae endémique du lac Tanganyika en Afrique. C'est la seule espèce de son genre Lamprichthys (monotypique).

## Répartition

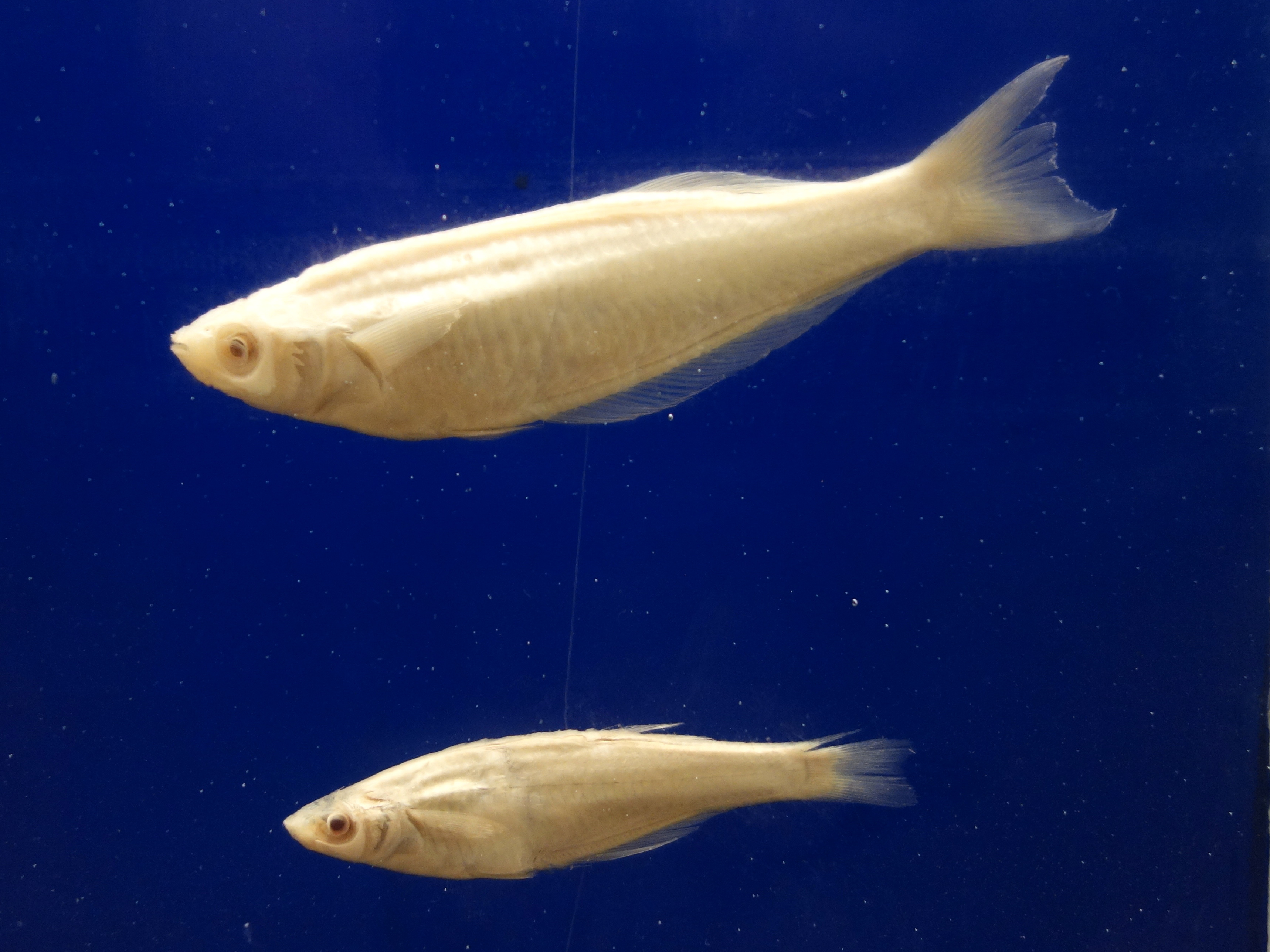
Lamprichthys tanganicanus conservé - Royal Museum pour la centre Afrique.

Cette espèce ne se rencontre que dans le Lac Tanganyika en Afrique.

## Aquarium du palais de la Porte Dorée
L'Aquarium du palais de la Porte Dorée détient un groupe de Lamprichthys tanganicanus (vidéo). Ils sont maintenus dans une grande cuve spécifique lac Tanganyika en compagnie de poissons de provenance similaire, appartenant aux genres Tropheus, Julidochromis, Cyprichromis et autres Neolamprologus, Oreochromis etc. Ils sont aisément observables lors d'une promenade dans l'Aquarium.

## Galerie

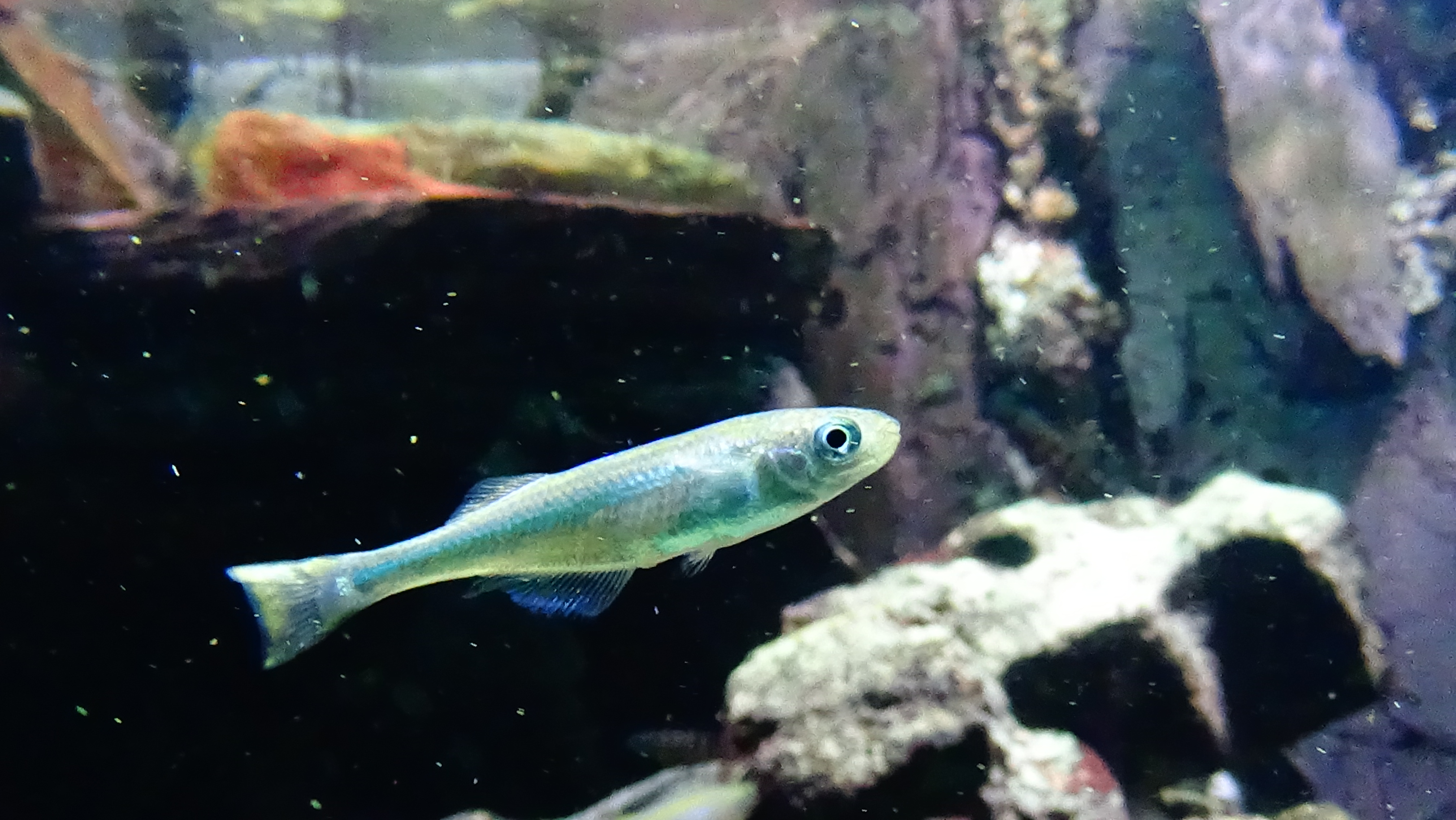
femelle
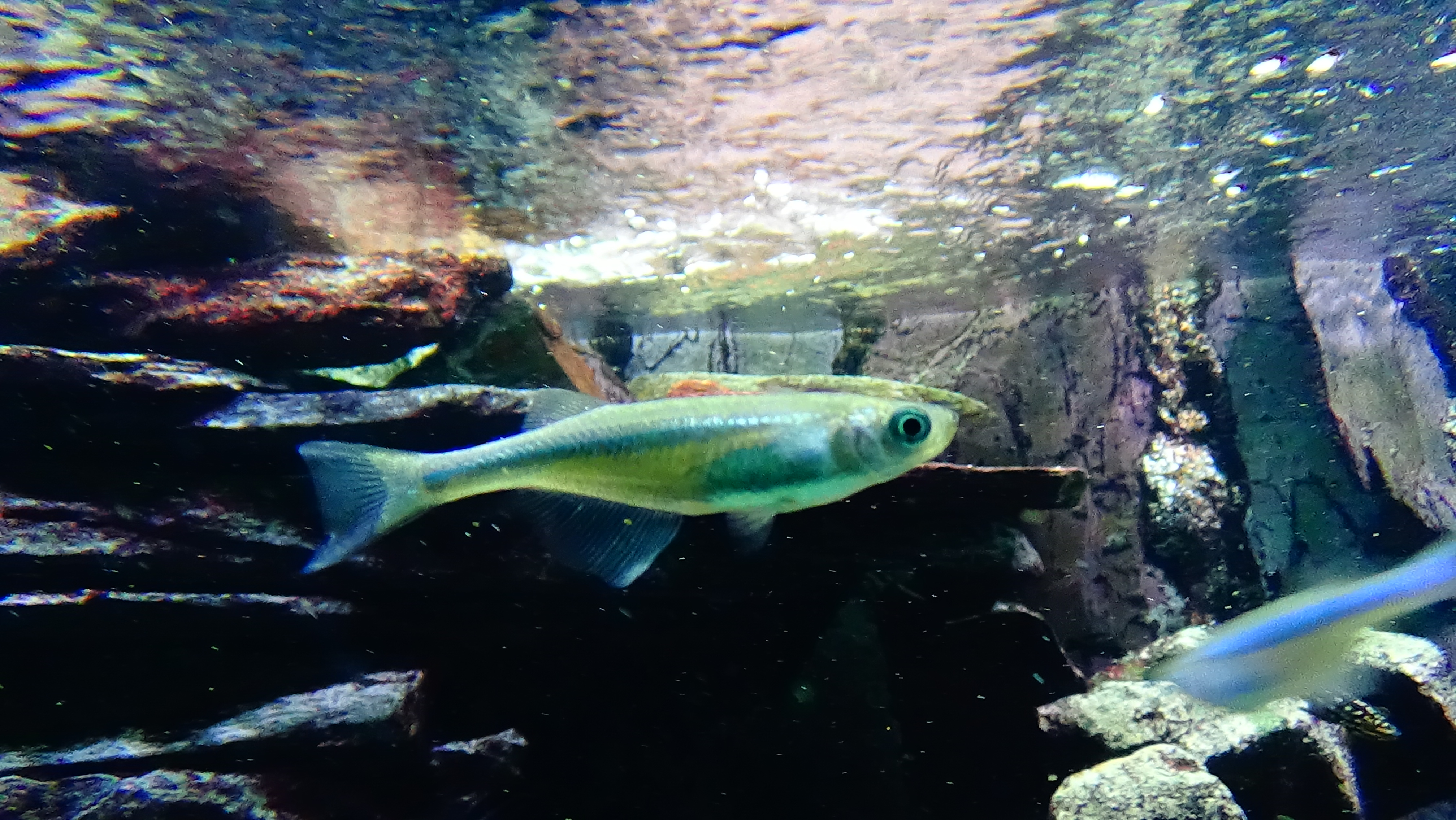
femelle